# Amor Perfeito
"Amor Perfeito" é uma canção composta e produzida por Michael Sullivan, Paulo Massadas, Lincoln Olivetti e Robson Jorge.
Foi lançada como single pelo cantor brasileiro de MPB Roberto Carlos em 1986 para promover seu vigésimo sétimo álbum de estúdio, o homônimo Roberto Carlos. Para Roberto Carlos a canção contou com cerca de quarenta músicos, dentre violonistas e pianistas, trazendo regencia de Charlie Callelo e Lincoln Olivetti, sendo considerada a grande obra-prima da carreira do cantor. Foi uma das mais executadas de 1986 e 1987, sendo o maior sucesso do álbum e um dos maiores sucessos de sua carreira.
A canção ganhou várias versões de outros artistas como do grupo Babado Novo, na época comandado pela cantora Claudia Leitte, lançada a versão como primeiro single em 2001. Um ano depois, em 2002, a cantora Adriane Garcia fez uma versão de dance music e house music para a canção, agradando as pistas de dança. Ainda há versões de Marina Elali, Quatro Fatos, Black Company, Mara Maravilha, Mariana Belém, Dois a Um, La Novel, Dani Morais, Tchê Guri, dentre outros. Recentemente uma nova versão foi gravada pelo músico brasileiro Gê Cardoso e pela cantora de Israel Lilach Davidoff, que tem os vocais solos. A canção é interpretada parte em hebraico e parte em português, sendo que faz parte da trilha sonora oficial da telenovela Caras & Bocas.
Algumas pessoas afirmam que o início da melodia cantada é muito semelhante à melodia construída por Neil Young na música "Down By The River"

## Créditos
A lista de artistas envolvidos na produção da canção compreende mais de trinta músicos
- Aizik Meilach Geller : Violino
- Alceu de Almeida Reis : Violoncelo
- Alfredo Vidal : Violino
- Álvaro Vetere : Violino
- Antônio Fidélis da Silva : Viola de Arco
- Arlindo Figueiredo Penteado : Viola de Arco
- Baylon Francisco Pinto : Violino
- Bernardo Bessler : Violino
- Carlos Eduardo Hack : Violino
- Eduardo Roberto Pereira : Viola de Arco
- Francisco Perrota : Violino
- Frederick Stephany : Viola de Arco
- Giancarlo Pareschi : Violino
- Henrique Drach : Violoncelo
- Hindemburgo Vitoriano Borges Pereira : Viola de Arco
- Jairo Diniz Silva : Viola de Arco
- Jaques Morelenbaum : Violoncelo
- João Jerônimo de Menezes Filho : Violino
- Jorge Faini : Violino
- Jorge Kundert Ranevsky (Iura) : Violoncelo
- José Alves da Silva : Violino

 
|
- José Dias de Lana : Viola de Arco
- Léo Fabrício Ortiz : Violino
- Leo Gandelman : Saxofone Alto
- Lincoln Olivetti : Emulator, Programação Eletrônica, Oberheim, Super Jupiter, Memory Moog, Mini-moog, TX-7, JX-8P, Piano Yamaha DX-7, Jupiter 8, Sampler, Linn Drum
- Luiz Carlos Campos Marques : Violino
- Luiz Fernando Zamith : Violoncelo
- Márcio Eymard Mallard : Violoncelo
- Maria Flávia Delestre : Violoncelo
- Michel Bessler : Violino
- Nando (Roupa Nova) : Baixo Elétrico
- Nayram Pessanha : Viola de Arco
- Nelson de Macedo : Viola de Arco
- Paschoal Perrota : Violino
- Ricardo Jerônimo Menezes : Violoncelo
- Robson Jorge : Oberheim, Emulator, TX-7, JX-8P, Mini-moog, Super Jupiter, Piano Yamaha DX-7,Piano Yamaha CP-60, Memory Moog, Jupiter 8
- Sandrino Santoro : Contrabaixo
- Virgilio Arraes : Violino
- Walter Gomes de Souza : Violino
- Walter Hack : Violino

## Versão por Babado Novo
Foi o segundo single do álbum Babado Novo. Lançado em 2003, a canção ganhou uma roupagem nova em tons de axé e notas de guitarras. O single contribuiu para o sucesso na carreira do Babado Novo. A canção faz parte do álbum de estreia do grupo, Babado Novo, de 2002.

### Videoclipe
A canção ganhou um videoclipe, sendo o primeiro da banda Babado Novo. Foi gravado em São Paulo no dia 10 de junho de 2003. Foi dirigido por Toth Brondi, sendo lançado no final de 2003.

### Créditos
- Claudia Leitte: vocais
- Sérgio Rocha: guitarra, direção musical
- Buguelo: bateria
- Alan Moraes: baixo
- Luciano Pinto: teclado
- Nino Bala: percussão
- Durval Luz: percussionistas

## Versão por Adriane Garcia
"Amor Perfeito" é o primeiro single da cantora brasileira Adriane Garcia, do álbum Vem Ficar Comigo. O single foi lançado em 5 de novembro de 2003 e ganhou uma versão dance, e alguns remixes. A canção foi uma das mais executadas no verão de 2003.

### Versões
Single
- "Amor Perfeito" — 3:53

Remixes
- "Amor Perfeito" (Jovem Pan Remix) — 4:12
- "Amor Perfeito" (Building Mix) — 4:12
- "Amor Perfeito" (DJ Minduim Extended Mix) — 4:12

Outras versões
- "Amor Perfeito" — 3:53
- "Amor Perfeito" (Radio Edit) — 3:40
- "Amor Perfeito" (Acustic version) — 3:45

### Posições
| Tabela musical   | Melhor Posição |
| ---------------- | -------------- |
| Brasil - Hot 100 | 22             |

## Versão por Gê Cardoso & Lilach Davidoff
Amor Perfeito é um single lançado pelo músico brasileiro Gê Cardoso e pela cantora de Israel Lilach Davidoff, que tem os vocais solos. A canção é interpretada parte em hebraico e parte em português, sendo que faz parte da trilha sonora oficial da telenovela Caras & Bocas, como tema da personagem Tatiana, vivida pela atriz Rachel Ripani, e Benjamin, interpretado por Sidney Sampaio

### Créditos
- Lilach Davidoff: vocais
- Gê Cardoso: guitarra, percussão, teclado, direção musical, produção

### Posições
| Tabela musical   | Melhor Posição |
| ---------------- | -------------- |
| Brasil - Hot 100 | 81             |

## Outras versões
- A dupla sertaneja Rodrigo & Rogério gravou e lançou a canção em 2000, e essa versão obteve um bom desempenho na época.
- A banda sertaneja Dois a Um gravou uma versão acústica da canção no álbum Dois a Um - Ao Vivo, lançado em 2001.
- A banda sertaneja Nechivile gravou a canção no álbum Acústico Ao Vivo, lançado em 2002. Essa versão se aproxima mais da versão de Dois a Um.
- A dupla sertaneja Gian & Giovani gravou essa canção no terceiro álbum da banda intitulado Acústico Ao Vivo, lançado em 2004.
- A cantora Mariana Belém interpretou a canção durante as eliminatórias do reality show musical Fama.
- A banda de pop-rock Quatro Fatos gravou uma versão para seu álbum Quatro Fatos - Ao Vivo, em 2005.
- A ex-cantora infantil e, atualmente gospel, Mara Maravilha fez uma versão no álbum Feliz para Valer, em 2003. Possui gravação também no álbum Romântica, de 2006.
- A cantora de axé Claudia Leitte regravaria a canção em seu primeiro DVD em carreira solo em 2008, porém sendo excluida poucas horas antes da gravação por falta de tempo para interpretar a setlist completa. Claudia interpretou a canção em suas turnês Exttravasa Tour, Sette Tour, O Samba Tour, Rhytmos Tour e Claudia Leitte Tour.
- O grupo de hip hop de Portugal Black Company regravou a canção com participação da cantora Rita Reis para o álbum Fora de Série, em 2008.
- A cantora de música pop Marina Elali regravou a canção para seu primeiro álbum ao vivo e DVD Longe ou Perto, em 2009.
- A banda La Novel regravou a canção em espanhol, intitulando-a de "Amor Perfecto", em 2009.
- A cantora Dani Morais, participante do programa Ídolos, interpretou a canção durante as eliminatórias da quarta temporada, em 2009.
- O cantor e ator Raoni Carneiro regravou a canção, em 2011, para a telenovela Aquele Beijo.[5]